# Cruzada de Varna
A Cruzada de Varna foi uma sequência de eventos ocorrida entre 1443 e 1444 entre o Reino da Hungria, o Despotado Sérvio, o Principado da Valáquia e o Império Otomano que culminou numa devastadora derrota para os cristãos na Batalha de Varna em 10 de novembro de 1444.

## Contexto
Em 1428, enquanto os otomanos lutavam contra a República de Veneza, uma paz temporária foi firmada entre eles e os húngaros com a criação do Despotado Sérvio como um estado-tampão. Depois que a guerra terminou, em 1430, os otomanos retomaram sua política anterior de tentar controlar todos os territórios ao sul da linha formada pelos rios Danúbio e Sava. Em 1432, o sultão Murade II passou a atacar a Transilvânia. Depois da morte do rei Sigismundo em 1437, os ataques se intensificaram, com os otomanos ocupando Borac em 1438 e Zvornik e Srebrenica no ano seguinte. No final de 1439, Semêndria capitulou e Murade finalmente conseguiu transformar a Sérvia numa província otomana. Jorge I, o déspota da Sérvia, fugiu para suas terras na Hungria. Em 1440, Murade cercou a principal fortaleza na fronteira com a Hungria em Belgrado, mas não conseguiu tomá-la e acabou sendo forçado a voltar para a Anatólia para conter o avanço dos Caramânidas.
Enquanto isso, o sucessor de Sigismundo, Alberto faleceu em outubro de 1439, logo depois de publicar uma lei para restaurar as antigas leis e costumes do reino. Ela restringia a autoridade real ao obrigar a participação da nobreza proprietária de terras nas decisões políticas. Quatro meses depois de sua morte, seu filho único, Ladislau, nasceu enquanto a Hungria enfrentava uma guerra civil justamente para decidir quem seria o próximo monarca. Em 17 de julho de 1440, Vladislau, rei da Polônia, foi coroado, apesar da disputa não ter sido encerrada. João Corvino apoiou a causa de Vladislau ao pacificar os condados orientais, conseguindo para ele a posição de voivoda da Transilvânia e, por conseguinte, a responsabilidade de proteger a fronteira sul da Hungria. No final de 1442, Vladislau já havia conseguido assegurar sua posição na Hungria e rejeitou uma proposta otomana de paz em troca de Belgrado.
Enquanto isso, a Igreja Católica havia muito já vinha defendendo uma cruzada contra os otomanos e, com o fim da guerra civil húngara e outra, na mesma época, no Império Bizantino, uma pôde ser realisticamente ser discutida e planejada. O ímpeto necessário para transformar os planos em ações veio de Corvino entre 1441 e 1442. Em 1441, ele derrotou um raide liderado por Isaque Paxá de Semêndria. Em 22 de março do ano seguinte, ele por pouco não aniquilou o exército de Mezide Bei na Transilvânia e, em setembro, derrotou um ataque de Xabadim Paxá, o governador-geral da Rumélia, que serviria para vingar a primeira derrota. Branković, na esperança de conseguir libertar a Sérvia, se juntou à causa depois que a última grande cidade sérvia, Novo Brdo, caiu em 1441.

## Cruzada

### Primeiros combates
Em 1 de janeiro de 1443, o papa Eugênio IV publicou uma bula conclamando a cruzada. No início de maio, conta-se que os turcos estavam em má situação e que seria fácil expulsá-los da Europa, embora o sucesso da cruzada ainda necessitasse de ataques simultâneos dos exércitos húngaro e caramânida. Porém, na primavera de 1443, antes que os húngaros estivessem prontos, os caramânidas atacaram cedo demais e foram destroçados pelo exército de Murade.
O exército húngaro, liderado por Vladislau, Corvino e Branković, atacou em meados de novembro. Eles esperavam, corretamente, que Murade não conseguisse mobilizar rapidamente suas forças, que consistia principalmente de cavaleiros que eram também senhores feudais e que precisavam de suas colheitas para conseguirem pagar os impostos. A experiência de Corvino das campanhas de inverno de 1441-1442 foi uma vantagem para os húngaros, que também estavam melhor equipados, inutilizando frequentemente com suas armas as otomanas. Murade não podia confiar na lealdade de suas tropas da Rumélia e enfrentou dificuldades para conter as táticas húngaras.
Conforme os húngaros avançavam, eles forçaram Casim Paxá, da Rumélia, e seu co-comandante, Turacanes Bei, a abandonarem o campo e fugirem para a Sófia, na Bulgária, para avisarem Murade da invasão. Eles incendiaram todas as vilas que encontraram no caminho numa tentativa de cansar os húngaros com uma tática de terra arrasada. Quando os invasores alcançaram Sófia, o sultão foi aconselhado a incendiar a cidade e recuar para os passos de montanha, um local onde o exército otomano, menor, não estaria em tamanha desvantagem. Logo depois, o frio do inverno chegou e o combate seguinte, travado no passo de Zlatitsa perto do Natal de 1443, ocorreu na neve. Os húngaros foram derrotados e, quando recuavam para de volta para a Hungria, conseguiram emboscar e derrotar uma força perseguidora em Dragoman, tomando como prisioneiro Mamude Bei, genro do sultão e irmão do grão-vizir, Çandarlı Halil Paxá.
Apesar do desastre da batalha no passo de Zlatitsa, a emboscada trouxe de volta aos húngaros a ilusão de uma vitória cristã no final e eles retornaram triunfantes. O rei e a Igreja estavam ansiosos para manter essa ilusão e instruções foram dadas para que se espalhassem os contos sobre as vitórias e que se contradissesse quem falasse em derrota.
Murade, enquanto isso, retornou nervoso e desconfiado de suas próprias forças. Ele mandou prender Turacanes depois de acusá-lo pelos contratempos do exército e pela captura de Mamude Bei.

### Propostas de paz
Acredita-se que Murade seria o que mais desejava a paz naquele momento. Sua irmã implorou-lhe para que conseguisse a libertação de Mamude e a sua própria esposa, Mara, filha de Jorge Branković, se juntou a ela para pressioná-lo. Em 6 de março de 1444, Mara enviou um emissário a Branković e as negociações pela paz se iniciaram. Em 24 de abril, Vladislau enviou uma carta a Murade afirmando que seu embaixador, Estoica Gisdanić, estava a caminho de Edirne com plenos poderes para negociar em seu nome. Ele pediu que, uma vez que o acordo fosse alcançado, Murade enviasse seus próprios emissários com o tratado e seu juramento à Hungria para que ouvissem seu próprio juramento.
No mesmo dia, Vladislau realizou uma dieta em Buda, onde ele jurou perante o cardeal Giuliano Cesarini que lideraria uma nova expedição contra os otomanos no verão. Os seus mais poderosos aliados remanescentes em sua reivindicação pelo trono também concordaram com uma trégua, o que eliminou o risco de outra guerra civil. As negociações de paz avançaram por junho e agosto de 1444, primeiro em Edirne e depois em Szeged. Os húngaros não estavam completamente investidos na paz, porém, especialmente levando-se em conta a pressão de Cesarini pela continuação da cruzada. O cardeal conseguiu finalmente encontrar uma solução que permitiria tanto a continuação dos combates e a ratificação do tratado. Assim, em 15 de agosto de 144, a Paz de Szeged foi firmada.

### Batalha de Varna
Logo depois que todos os requisitos - de curto-prazo - do tratado foram cumpridos, os húngaros e seus aliados reiniciaram a cruzada. Murade, que havia se aposentado logo depois que o tratado foi assinado, foi chamado de volta para liderar o exército otomano. Em 10 de novembro de 1444, os dois exércitos se enfrentaram na Batalha de Varna), perto da fortaleza de Varna, na costa do mar Negro. Os otomanos conseguiram uma vitória decisiva, apesar de terem sofrido pesadas perdas. Já os húngaros perderam seu rei e mais de 10 000 soldados.

## Consequências
Muitos soldados sofreram com o frio e muitos mais morreram em decorrência de congelamentos nos combates subsequentes. A maior parte dos prisioneiros europeus terminou morta ou vendida como escravos. A Hungria reiniciou sua guerra civil até que Corvino fosse eleito regência do pequeno Ladislau V em junho de 1446. Branković conseguiu se manter na Sérvia enquanto que os otomanos se viram livres, por muitas décadas, de quaisquer tentativas sérias de expulsá-los da Europa.